# 2013 SN106
2013 SN106 est un objet transneptunien faisant partie des cubewanos.

## Caractéristiques
2013 SN106 mesure environ 214 km de diamètre.